# Göcklingen
Göcklingen település Németországban, Rajna-vidék-Pfalz tartományban. Lakosainak száma 879 fő (2023. december 31.).

## Népesség
A település népességének változása:
| Lakosok száma | 972  | 900  | 904  | 893  | 884  | 879  |
|               | 1975 | 2017 | 2019 | 2021 | 2022 | 2023 |